# Сулима, Анна
Анна Сулима (род. 22 апреля 1969, Барлинек, Западно-Поморское воеводство) — польская пятиборка, многократная чемпионка мира и Европы.

## Достижения
- Чемпионка мира 1988 (Польша, Варшава) (командное первенство), 5 место лично.

Чемпионат мира (1990) 1 место команда.
Чемпионат мира (1991) 1 место команда, 1 место эстафета, 8 место лично.
- Чемпиона мира (1998) МЕХИКО.

Эстафета. Женщины. 1 . Польша (Ивона Дабровская, Дорота Идзи, Анна Сулима) — 4722. 2. Германия (Тора Майер, Елена Райше, Ким Райсснерр) — 4686. 3. Великобритания (Стефани Кук, Джулиан Аллен, Кейт Элленби) — 4665.